# Hisashi Owada

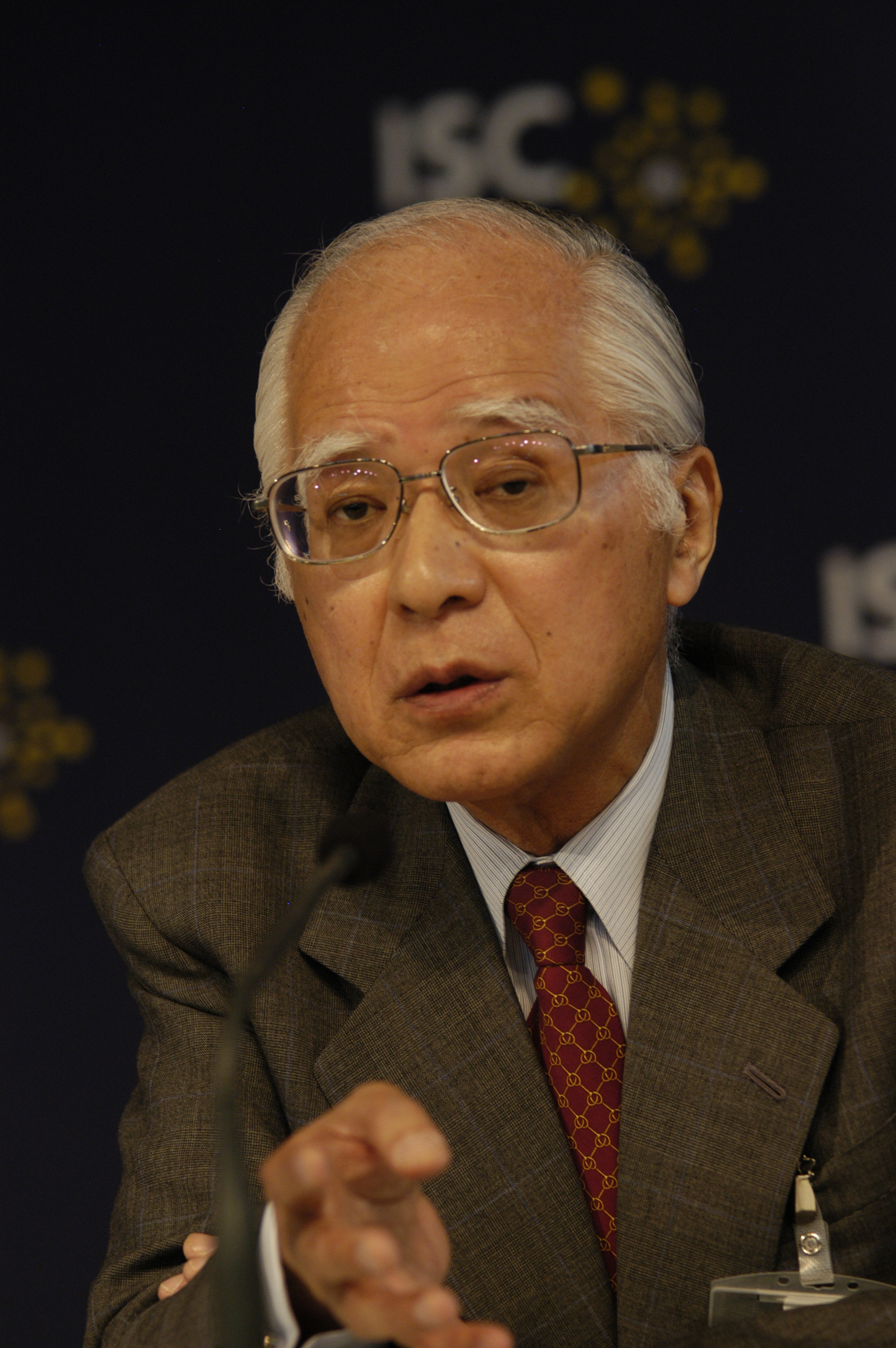
Hisashi Owada (2003)

Hisashi Owada (japanisch 小和田 恆, Owada Hisashi; * 18. September 1932 in der Präfektur Niigata) ist ein japanischer Diplomat und von 2003 bis 2018 Richter am Internationalen Gerichtshof, als dessen Präsident er vom 6. Februar 2009 bis zum 5. Februar 2012 wirkte.

## Leben
Hisashi Owada wurde 1932 in der japanischen Präfektur Niigata geboren und schloss 1955 sein Studium an der Universität Tokio mit dem Bachelor of Arts ab. Anschließend setzte er seine akademische Ausbildung an die University of Cambridge fort, an der er 1956 seinen Bachelor of Laws erwarb.
Im Jahr 1955 trat er in den japanischen auswärtigen Dienst ein. Von 1968 bis 1971 war er erster Sekretär in der Ständigen Vertretung Japans bei den Vereinten Nationen und anschließend bis 1972 Privatsekretär des japanischen Außenministers Fukuda Takeo. Im Anschluss daran leitete er bis 1974 die für die Vereinten Nationen zuständige Abteilung im japanischen Außenministerium und bis 1976 die Abteilung für völkerrechtliche Verträge. Von 1976 bis 1978 war Hisashi Owada erneut Privatsekretär von Fukuda Takeo, der am 24. Dezember 1976 das Amt des japanischen Premierministers angetreten hatte. Nach Stationen an den Botschaften in Washington, D.C. (1979–1981) und Moskau (1981–1984) wurde er 1984 zum Chefjustiziar im japanischen Außenministerium ernannt und hatte diesen Posten bis 1987 inne. Anschließend war er von 1988 bis 1989 ständiger Vertreter Japans bei der Organisation für wirtschaftliche Zusammenarbeit und Entwicklung (OECD). Von 1989 bis 1991 wirkte er als Deputy Minister im japanischen Außenministerium und von 1991 bis 1993 als stellvertretender Außenminister. Bis 1998 war er als ständiger Vertreter Japans bei den Vereinten Nationen und von 1999 bis 2003 als Berater des japanischen Außenministers tätig.
Im Laufe seiner Karriere vertrat Hisashi Owada sein Heimatland bei zahlreichen internationalen Konferenzen. So war er unter anderem Leiter der japanischen Delegation bei den Verhandlungen zur Errichtung des Internationalen Strafgerichtshofs (1998). Zudem war er von 1999 bis 2003 Präsident des Japan Institute of International Affairs und von 1999 bis 2003 Chefberater des Präsidenten der Weltbank, seit 2001 gehört er dem Ständigen Schiedshof an. Am 6. Februar 2003 trat Hisashi Owada sein Amt als Richter am Internationalen Gerichtshof in Den Haag an, seine Amtszeit lief, nach seiner Wiederwahl im November 2011, turnusgemäß bis 2021. Nach sechs Jahren am Gerichtshof wurde er am 6. Februar 2009 zu dessen Präsidenten gewählt und löste damit die ausscheidende Richterin Rosalyn Higgins ab. Damit war er der erste japanische Vorsitzende in der Geschichte des Gerichtshofs. Seine Amtszeit als Präsident endete am 5. Februar 2012.
Anfang 2018 gab Richter Hisashi Owada seinen Rücktritt aus dem Internationalen Gerichtshof bekannt. Dies erfolgte mit Wirkung vom 7. Juni 2018.   
Neben seiner diplomatischen Karriere hielt Hisashi Owada stetig Kontakt zur Wissenschaft. Er lehrte an der Harvard University, der Universität Tokio, der New York University, der Columbia University, der Waseda-Universität und der Haager Akademie für Völkerrecht. Zudem ist er seit 2002 akademischer Berater der Universität Hiroshima und seit 2006 Honorarprofessor der Universität Leiden.

## Familie
Hisado Owadas Tochter Masako ist mit Kaiser Naruhito verheiratet und somit Kaiserin von Japan.

## Auszeichnungen
Hisashi Owada wurde für seine Verdienste mehrfach ausgezeichnet. Die Keiwa-Universität (2000), die Banaras Hindu University (2001) und die Waseda-Universität (2004) verliehen ihm die Ehrendoktorwürde. Er ist zudem seit 1995 Mitglied des Institut de Droit international und seit 2006 Ehrenmitglied der Amerikanischen Gesellschaft für internationales Recht. 1990 wurde ihm der jordanische Al-Istiqlal Orden ersten Grades verliehen, 1992 wurde er zum Officier de la Légion d’Honneur ernannt und 1994 mit dem Großen Bundesverdienstkreuz mit Stern und Schulterband ausgezeichnet.

## Werke
- Japan and the new Europe. Athlone Pr., London 1993, ISBN 0-485-11423-2.
- Diplomacy Reconsidered: Essay on the Re Examination of a Legal Framework for Diplomacy. In: New York University journal of international law & politics. Bd. 27, Nr. 3, 1995, ISSN 0028-7873, S. 561.
- Japan's constitutional powers to participate in peace-keeping. In: New York University journal of international law & politics. Bd. 29, Nr. 3, 1997, ISSN 0028-7873, S. 271.
- The role of science and technology in sustainable development. In: Japan review of international affairs. Bd. 16, 2002, ISSN 0913-8773, S. 146.
- The creation of the International Criminal Court: a critical analysis. In: Indian Society of International Law in association with Manak Publications (Hrsg.): Dynamics of international law in the new millennium. New Delhi, 2004, ISBN 81-7827-084-6, S. 82.
- The United Nations and the maintenance of international peace and security: the current debate in the light of reform proposals. In: The Japanese annual of international law. Bd. 48, 2005, ISSN 0448-8806, S. 1.